# Hartwig Lödige
Hartwig Lödige (* 1952; † 29. Juni 2015 in Marburg) war ein deutscher Buchautor. Er lebte und arbeitete in Marburg. Lödige studierte Germanistik, Geschichte, Philosophie und Politikwissenschaften. Er verfasste mehrere Bücher zur deutschen Sprache und Grammatik. Bekannt wurde er vor allem durch seine Titel über die Herkunft häufig verwendeter Begriffe und Markennamen. 2015 erlag Lödige seinem Krebsleiden.

## Werke
- Peinliche Patzer. Der Fremdwörter-Knigge. Epubli-Verlag, Berlin 2012, ISBN 978-3-8442-3696-5.
- Weltreligionen im Überblick. Systematisch, einfach und verständlich. Epubli-Verlag, Berlin 2012, ISBN 978-3-8442-3239-4.
- Internetdating. Kurzgeschichten. Projekte-Verlag, Halle 2007, ISBN 978-3-86634-396-2.
- Kurz & bündig: Grammatik. 2., korrigierte Auflage. Bange, Hollfeld 2003, ISBN 3-8044-1439-7.
- Tesa, Tuc und Teddybär. Das große Lexikon der rätselhaften Wörter. Ullstein, München 2001, ISBN 3-550-07157-4.
- Audi, Kat und Cabrio. Kleine Wortkunde der Autowelt. Ullstein, München 2000, ISBN 3-548-35966-3.
- Aufsatz für das 5. – 6. Schuljahr. Bange, Hollfeld 2000, ISBN 3-8044-1421-4.
- Ketchup, Jeans und Haribo. Die letzten Rätsel unserer Sprache. Ullstein, Berlin 1998, ISBN 3-550-06968-5.
- ABC Deutsch: Rechtschreibung, Bd. 1: Regeln, Beispiele, Erläuterungen. Bange, Hollfeld 1996, ISBN 3-8044-0493-6.
- ABC Deutsch: Rechtschreibung, Bd. 2: Übungen mit Lösungen. Bange, Hollfeld 1996, ISBN 3-8044-0494-4.
- ABC Deutsch: Zeichensetzung, Bd. 1: Regeln, Beispiele, Erläuterungen. Bange, Hollfeld 1995, ISBN 3-8044-0495-2.
- ABC Deutsch: Zeichensetzung, Bd. 2: Übungen mit Lösungen. Bange, Hollfeld 1995, ISBN 3-8044-0496-0.
- ABC Deutsch: Grammatik, Bd. 1: Regeln, Beispiele, Erläuterungen. Bange, Hollfeld 1995, ISBN 3-8044-0491-X.
- ABC Deutsch: Grammatik, Bd. 2: Übungen mit Lösungen. Bange, Hollfeld 1995, ISBN 3-8044-0492-8.
- Das Elend der politischen Pädagogik. Ein Beitrag zur Kritik der instrumentellen Vernunft. Marburg, Universität, Dissertation, 1982.